# مورگانا رابینسون
مورگانا رابینسون (انگلیسی: Morgana Robinson؛ زادهٔ ۷ مهٔ ۱۹۸۲) کمدین، بازیگر و نویسنده استرالیایی‌الاصل اهل بریتانیا است. 
او زادهٔ شپارتون در استرالیا است و خانواده اش وقتی ۳ سال سن داشت به انگلستان مهاجرت کردند. او در شهر کنت به مدرسه رفت.
از فیلم‌ها یا برنامه‌های تلویزیونی که وی در آن نقش داشته‌است، می‌توان به مسافر، جادوگرها، خانواده من، داخل شماره ۹ و ۸ تا از هر ۱۰ گربه شمارش معکوس را اجرا می‌کنند اشاره کرد.
او برندهٔ جایزهٔ «بهترین هنرمند کمدی» در جوایز کمدی بریتانیا و جایزهٔ تلویزیونی بفتا «بهترین برنامه فرمت کوتاه» شده‌است.